# Jimali
Jimali – gaun wikas samiti w zachodniej części Nepalu w strefie Rapti w dystrykcie Salyan. Według nepalskiego spisu powszechnego z 2011 roku liczył on 611 gospodarstw domowych i 3743 mieszkańców (1854 kobiety i 1889 mężczyzn).